# 越前リョーマ
越前 リョーマ（えちぜん リョーマ）は、許斐剛作の漫画作品およびそれを原作としたアニメ『テニスの王子様』、『新テニスの王子様』に登場する架空の人物で、同作の主人公である。アニメ版の声優は皆川純子。実写映画版の俳優は本郷奏多。ミュージカル版の俳優はミュージカル・テニスの王子様/2ndシーズン/3rdシーズン/4thシーズン/ミュージカル・新テニスの王子様を参照。

## プロフィール
- 学校：青春学園中等部
- 学年：1年2組3番
- 所属委員会：図書委員
- 誕生日：12月24日
- 星座：やぎ座
- 家族構成：父・母・従姉・猫（カルピン）
- 血液型：O型
- 身長：151cm→152.5cm
- 体重：50kg（作者いわく、パワーリストをつけたままの測定のため、実際は40kg[要出典]）→47kg
- 足のサイズ：24cm
- 視力：左右1.5
- 利き腕：左
- 使用メーカー
  - ラケット：BRIDGESTONE（DYNABEAM GRANDEA）
  - シューズ：FILA（マーク・フィリポーシスミッド）
- プレイスタイル：オールラウンダー[1]

### ステータス
【スピード - 4/パワー - 3 /スタミナ - 4 / メンタル - 5 /テクニック - 5 】

## 人物
口癖は「まだまだだね」。日本人だが出身はアメリカで、アメリカのジュニア大会4連続優勝を経て日本に帰国、日本でもテニスに携わっている人間の間では有名人だった。その実力から青学のルーキーとして一躍注目される。目つきが鋭く、何事恐れず物事をストレートに言うため、生意気に見られがちなタイプ。一見クールで冷たくも見えるが、内面には熱い部分を持っている。アニメでは原作と比べると、クールな面を残しながらも、全体的に感情表現が豊かになっている。基本的に相手の事は名前で呼ばない事が多く、特に他校生に対しては「アンタ」と呼び、挑発的な態度を取る。
本作で彼のライバルとして設定されている、四天宝寺の遠山金太郎の事は当初は名前では呼ばず、「アイツ」と呼ぶ事が多かったが、『新‐』で日本代表に復帰後は、彼を「キンタロー」と名前で呼ぶようになった。
切原の事は「切原（当初）」「切原さん」と呼ぶが、『新‐』の準決勝のドイツ戦D1決着後は一度だけ「切原先輩」と呼んでいた。
ずば抜けたテニスセンスは、「サムライ南次郎」と呼ばれた父親による毎日の試合による賜物。口癖、プレイスタイルは父親と似ており、手塚曰く「サムライ南次郎のコピー」。公式戦はシングルスでの出場が主。ダブルスは性格上不向きであり連携もルールも素人同然で、地区大会初戦で桃城と組んで以降、公式戦に出場していない（しかし、後述の『新テニスの王子様』のプレW杯ではオリバーと組んでいる）。関東大会初戦の氷帝戦で補欠となった際手塚に理由を問いただした際は「越前にはダブルスはやらせられない､それだけだ」と返されている。
最初は父親を倒すためだけにテニスをしていたが、地区大会後にその事を見抜き「目標達成後に何が残るのか?」と心配した手塚に、高架下のコートで野試合を挑まれ惨敗。その際に「青学の柱になれ」と言われ、闘志を燃やす。
公式戦において青学は地区大会から全国大会まで団体戦無敗で優勝を果たし、その優勝を全て自身のゲームで決めている。公式戦ではレギュラーメンバーの中で唯一、敗戦していない。
よく他の選手の技を真似したりする（バギーホイップショット、超ライジング、零式ドロップショットなど）。一本足での「スプリット・ステップ」を使える。小手調べや手加減する時、あるいは右利きの選手にツイストサーブを放つ時は右手でラケットを持つ。
また心理戦や相手選手の弱点を突いたり、長所を発揮させない戦術性にも長けている。
全国大会決勝直前、修行中の影響で一時的な記憶喪失に陥ったが、決勝当日歴戦のライバル達と試合をしたことで記憶を取り戻した。その後、立海・幸村戦で「天衣無縫の極み」に目覚め、「サムライドライブ」で勝利を決めた。全国大会終了から3日後、再び渡米。3年の卒業式当日に再度来日し、手塚に再戦を申し込み、快諾される。その後また日本を離れ、最終話（中学2年の春）の時点ではアメリカにいる。
アニメ版では、関東大会決勝前に真田との野試合で惨敗するというストーリーが加えられている。関東大会、日米親善試合の功績を称えて、日本最年少として全米オープンに招待されるが、手塚からの「青学の柱になれ」の言葉や「全国大会前」ということもあり一旦は辞退。手塚に諭され出場を決意。しかしその後桃城から「手塚部長が不二先輩に勝った」との報告を受け、一時帰国。高架下で手塚との試合に挑み勝利。その際青学レギュラーに感謝の言葉を告げると共に全員の必殺技を披露した。
『新-』では全国大会後の渡米中、U-17日本代表合宿に招待され同年の秋に日本に帰国。脱落を賭けたタイブレークマッチでは、南と対戦の予定だったが金太郎とトイレを探しに行ったきり帰ってこず不戦敗。その最中、練習中の徳川に試合を挑むも完敗。脱落した選手達に合流して三船コーチの元で特訓を受けた。その後、「革命軍」としてコートに復活し、2番コートに編入。
1軍入れ替え戦発表後、徳川と10球乱打の練習をし、徳川の過去を聞いた後で平等院に襲われるが、リョーガに助けられる。リョーガからは「チビ助」と呼ばれており、兄であると告げられた後、1軍入れ替え戦中に別コートで彼から「光る球」のコツを教わり会得。その後、瀕死の徳川を助けるべく徳川と平等院の試合に介入したため合宿退去を命じられるも日本の中学選抜メンバーに選出、しかし平等院を倒すべくリョーガと共にアメリカに渡り、アメリカ代表の道を選ぶ。
プレW杯では仲間がツベ共和国にシャワー室に閉じ込められている時に、オリバーとペアを組み一人で時間稼ぎをする。ツベ共和国に勝利後、日本VSドイツの試合を観戦。徳川にエールを送ると共に「今の日本じゃアメリカには勝てない」と称した。その後、W杯グループ予選で日本の試合を見ていく中で「本当に平等院を倒したいのか」と自問し、その心の迷いをアメリカ代表のキャプテンであるラルフに見抜かれ「迷いのある君はアメリカ代表にふさわしくない」と後押しされる形でアメリカ代表を抜け、自分のいるべき場所である日本代表に復帰する。
W杯決勝リーグでは、2回戦のフランス戦のメンバーに選出され、プランス・ルドヴィック・シャルダールと対戦。試合前に馬上テニスをするも引き分け。S3では第1セットを0－6で落とすも第2セットは「光る球」を駆使し6－0で取得するも自身が放った「光る球」をシャルダールが打ち返した際、腹に受け脳震盪を起こして棄権寸前まで行く。その後起き上がり試合を再開し第3セットを7－6の接戦で勝ち取った。
決勝出場メンバーを決めるトーナメントでは、決勝でリョーガと戦うためにS2に出場。初戦で千石を倒して決勝で不二と対戦。不二に追い詰められるも試合の中で全てのカウンター技を攻略しており、勝利してS2での出場を決める。
モデルとなったのは、男子プロテニスプレイヤーの一藤木貴大。

## 得意技
一本足スプリットステップ
片足でのスプリットステップ。片足で着地することで通常よりも一歩半速く跳び込むことができる。天性の打球への嗅覚があってこそ成せる技。
ツイストサーブ
右手で打てば右に、左手で打てば左にボールが急角度でバウンドするサーブ。プロ選手では、ロジャー・フェデラー、アンディ・ロディックなどがよく使っている。
ツイストスマッシュ
ツイストサーブを応用したスマッシュ。ツイストサーブ同様、打球が利き腕方向に急角度でバウンドする。
ドライブA
至近距離から顔面を狙ったボレー。亜久津との試合で披露。
ドライブB
スライディングとジャンプの威力を応用したドライブボレー。打球の強さに反して急激に落ち、その軌道が側面から見て「B」に似ていることが名前の由来。
ドライブC
着弾後イレギュラーバウンドし、打球が跳ねずに転がっていく。
COOLドライブ
審判台を駆け上ってジャンプし、ドライブCの2倍以上の回転を掛ける。ドライブC同様に着弾後跳ねず、ラケットで捉えてもボールが離れず体を駆け上がっていく。
ドライブD
ドライブBを連続（Double）で打つ技。
サイクロンスマッシュ（アニメのみ）
相手のラケットを弾き飛ばすほどの威力を持つスマッシュ。その威力は絶大で立海大付属の真田ですら歯が立たなかった。その強烈な回転で手塚ゾーンをも敗った。
サムライゾーン
特殊な回転をかけることで、相手が打ち返した球が自分のところへ戻ってくる技。手塚ゾーンと同じ原理の技で、父・南次郎の模倣である。しかし、リョーマのは不完全のため若干しか戻ってこない。
サムライドライブ
超回転を掛けたボールをネットのワイヤー部分で真っ二つにする。
模倣
対戦した相手、あるいは観戦した試合で出た必殺技を越前は頻繁に模倣する。無我の境地に目覚めていない段階からすでに行なっており、超ライジングや零式ドロップショットなどを模倣した。
無我の境地
過去の対戦した記憶をもとに体が無意識に反応し、経験したテニスの技をコピーし繰り出すことができる。通常の模倣よりもはるかに多くの技をコピーできるが、体が無意識に反応してしまうために体力の消耗が激しい。全国大会時には自らの意志で発動、コントロールした。
百錬自得の極み
片腕に無我のパワーを集め、相手の球種・回転・パワー・球威を全て倍返しし、体力疲労をも最小限に抑える。幸村曰く、左記の効果と引き換えに他が疎かになるため、ゾーンができてこそ完璧に扱えるが、手塚と違いゾーンが完成していないため手塚より扱いが劣る。越前は移動の際にオーラを一時的に脚部に移し、瞬間的に高いフットワークを実現することでこの弱点を補った。
才気煥発の極み
脳内シミュレートで未来のイメージを浮かばせて、何球で決まるかが分かる。才気煥発の使い手同士の戦いでは実力に勝る側の予知が的中する。
天衣無縫の極み
全ての五感を奪われた状況の中、テニスを楽しむ気持ちから圧倒的な無我のパワーを持つ。南次郎曰く、テニスを覚えた頃の楽しむ無垢な気持ちを持ち続けられれば誰にでも開眼できる可能性を秘めている。乾の見解では「百錬自得の極み」の進化版。
光る球（ホープ）
「スーパースイートスポット」を見極めて放つ異次元の強さを誇る打球。直接体に喰らうと、喰らった後にダメージが内臓に来る。W杯準々決勝のフランス戦では平等院のそれとは違うガットだけを突き破るほどの「光る球（ホープ）」に昇華させている。

## キャラクターソング

### シングル
|      | 発売日         | タイトル                                                  | 規格品番   |
| ---- | -------------- | --------------------------------------------------------- | ---------- |
| 1st  | 2002年7月3日   | RISING                                                    | NECM-11001 |
| 2nd  | 2003年5月1日   | future/WHITE LINE arrange C                               | NECM-10002 |
| 3rd  | 2004年4月28日  | Dreaming on the Radio                                     | NECM-10004 |
| 4th  | 2004年8月18日  | ミンナココニイタ -2004.8.18 ライヴメモリアルヴァージョン- | NECM-10013 |
| 5th  | 2005年4月13日  | 約束/We Love SEIGAKU-ありがとうを込めて-                  | NECM-11035 |
| 6th  | 2006年12月16日 | Everything                                                | NECM-10056 |
| 7th  | 2007年9月26日  | Wonder Land                                               | NECM-10075 |
| 8th  | 2008年4月30日  | ICHIGAN 〜2008バージョン〜                                | NECM-10105 |
| 9th  | 2008年8月6日   | ACROSS MY LINE                                            | NECM-10110 |
| 10th | 2012年5月9日   | Still                                                     | NECM-10178 |
| 11th | 2015年4月8日   | 約束-now and forever-                                     | NECM-10222 |
| 12th | 2016年3月30日  | あなたに                                                  | NECM-10235 |

### アルバム
|     | 発売日         | タイトル | 規格品番     |
| --- | -------------- | -------- | ------------ |
| 1st | 2003年3月5日   | cool E   | NECA-30080   |
| 2nd | 2004年7月7日   | SR       | NECA-50001-2 |
| 3rd | 2012年12月24日 | RYOMA    | NECA-30294   |

### ミニアルバム
|     | 発売日         | タイトル | 規格品番                   |
| --- | -------------- | -------- | -------------------------- |
| 1st | 2005年12月24日 | PROGRESS | NECA-20021（期間限定生産） |
| 1st | 2005年12月24日 | PROGRESS | NECA-20022（通常盤）       |

ベストアルバム
|     | 発売日        | タイトル | 規格品番   |
| --- | ------------- | -------- | ---------- |
| 1st | 2009年5月13日 | J        | NECA-30246 |

## 参考
1. ↑  『公式ファンブック テニスの王子様10.5』、『公式ファンブック テニスの王子様20.5』、『公式ファンブック テニスの王子様40.5』をそれぞれ参照。
2. ↑  『新テニスの王子様』10.5巻参照。
3. ↑  原作1話